# یوتا کلاینشمیت
یوتا کلاینشمیت (زاده ۲۹ اوت ۱۹۶۲) یک رانده آلمانی در مسابقات اتومبیلرانی آفرود است. او به خاطر عملکرد های متعدد خوب در رالی داکار پاریس، و به ویژه به خاطر برنده شدن در این رویداد در سال ۲۰۰۱ شناخته می شود، اولین راننده زن برنده مسابقه و تنها آلمانی است که در رده اتومبیل برنده شده است. 

در سال 2013، کلاینشمیت به دلیل موفقیت هایش در موتورسواری به عنوان افسانه FIM انتخاب شد. 

## زندگینامه

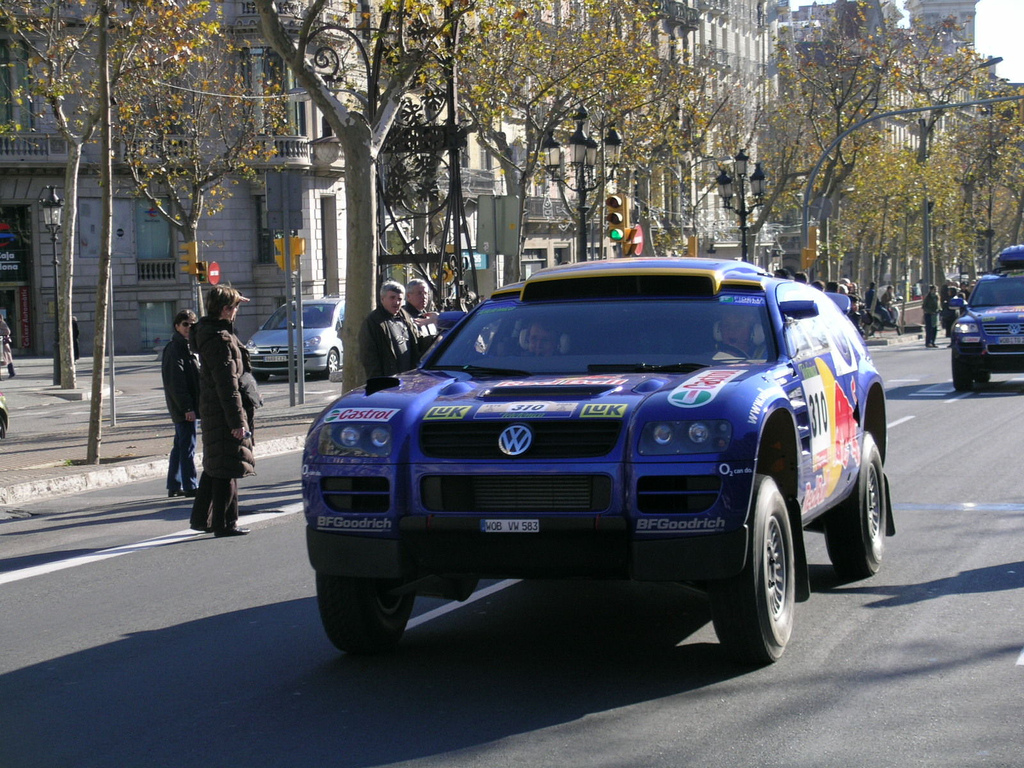
یوتا کلاینشمیت در رالی پاریس داکار سال ۲۰۰۵

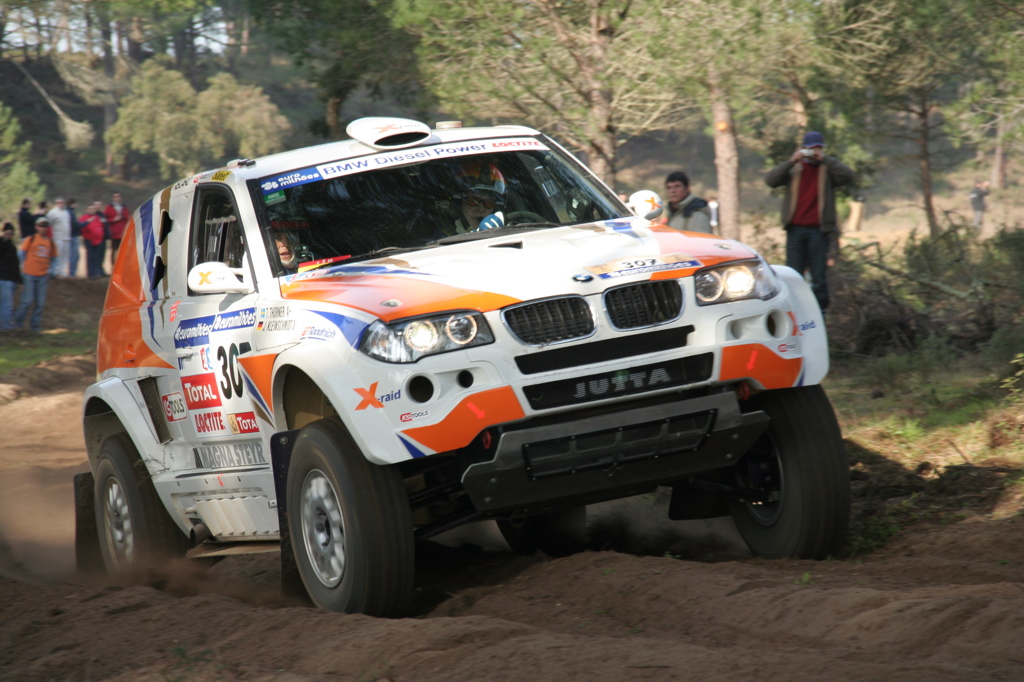
یوتا کلاینشمیت در رالی داکار لیسبون سال ۲۰۰۷

یوتا کلاینشمیت در کلن، آلمان به دنیا آمد و در بایرن علیا بزرگ شد.